# Lhotka (Hradčovice)
Lhotka je vesnice, část obce Hradčovice v okrese Uherské Hradiště. Nachází se asi 1 km na jihovýchod od Hradčovic. V roce 2011 zde žilo 313 obyvatel.
Lhotka leží v katastrálním území Lhotka u Hradčovic o rozloze 2,91 km².

## Historie
První písemná zmínka o vesnici pochází z roku 1374.

## Obyvatelstvo
| Rok            | 1869 | 1880 | 1890 | 1900 | 1910 | 1921 | 1930 | 1950 | 1961 | 1970 | 1980 | 1991 | 2001 | 2011 | 2021 |
| -------------- | ---- | ---- | ---- | ---- | ---- | ---- | ---- | ---- | ---- | ---- | ---- | ---- | ---- | ---- | ---- |
| Počet obyvatel | 232  | 240  | 291  | 294  | 332  | 363  | 346  | 298  | 339  | 336  | 297  | 320  | 314  | 313  | 280  |
| Počet domů     | 50   | 66   | 70   | 72   | 81   | 78   | 82   | 86   | 86   | 92   | 80   | 98   | 99   | 103  | 104  |

## Obecní správa
Při sčítání lidu v letech 1869–1950 Lhotka byla samostatnou obcí v okrese Uherský Brod. Od roku 1960 je částí obce Hradčovice v okrese Uherské Hradiště.

## Pamětihodnosti
- Seník u čp. 69
- Venkovská usedlost čp. 33
- Venkovská usedlost čp. 68